# الحسن بن التختاخ
الحسن بن التختاخ، والي مصر العباسي، من 4 صفر سنة 193 هـ/ 808م إلى 22 ربيع الأول 194 هـ/ 809م.

## ولايته على مصر
ولاه هارون الرشيد على مصر بعد عزل مالك بن دلهم، عَلَى صَلاتها وخَراجها، واستخلف أَبَا رَجَب العَلاء بْن عاصم الخَوْلانيّ، ثمَّ قدِمها يوم الإثنين 3 ربيع الأول سنة 193 هـ، فجعل عَلَى شُرَطه محمد بْن خَالِد، ثمَّ عزله وولَّى أَبَا شُعيب صالح بْن عَبْد الكريم، ثمَّ عزله فولَّى سُلَيْمَان بْن غالب بْن جِبْرِيل، وفي ولايته مات هارون الرشيد، وبويع للخلافة محمد الأمين، فاضطربت الأمور ، وحدث تمرد كبير في صفوف الجند، حتى قُتل ناس من الجُند، وناس من أهل مِصر فِي المسجِد الجامع، واستولى الرملة على أموال الخراج المتجهة إلى بغداد. فأخذوا من ذَلكَ المال عطاءهم كاملًا، وادخلوا الباقي بيت المال، فولِيَها ابن التَّخْتاخ إلى أن عزله عَنْهَا محمد الأمين، فسار متوجِّهًا فِي طريق الحِجاز لفَساد طريق الشام، وذلك يوم السبت 22 ربيع الأول 194 هـ، واستخلف عليها عَوْن بْن وَهْب عَلَى الصلاة، ومحمد بن زِياد بْن طبق القَيسيّ عَلَى الخَراج.